# Archinotodelphys
Archinotodelphys is een geslacht van eenoogkreeftjes. De wetenschappelijke naam van het geslacht werd voor het eerst geldig gepubliceerd in 1949 door Lang.

## Soorten
- Archinotodelphys antarcticus Kim & Boxshall, 2020
- Archinotodelphys bimerus Kim & Boxshall, 2020
- Archinotodelphys cinctus Kim & Boxshall, 2020
- Archinotodelphys curtus Kim & Boxshall, 2020
- Archinotodelphys elegans Kim & Boxshall, 2020
- Archinotodelphys gurneyi (Illg, 1955)
- Archinotodelphys hexasetosus Kim & Boxshall, 2020
- Archinotodelphys illgi Kim & Boxshall, 2020
- Archinotodelphys longicaudatus Kim & Boxshall, 2020
- Archinotodelphys longiseta Kim & Boxshall, 2020
- Archinotodelphys momus Kim & Boxshall, 2020
- Archinotodelphys monnioti Kim & Boxshall, 2020
- Archinotodelphys nudus Kim & Boxshall, 2020
- Archinotodelphys phallusiae (Hansen, 1923)
- Archinotodelphys polynesiensis Monniot C., 1986
- Archinotodelphys profundus Monniot C., 1968
- Archinotodelphys reductus Kim & Boxshall, 2020
- Archinotodelphys rostralis Kim & Boxshall, 2020
- Archinotodelphys typicus Lang, 1949
- Archinotodelphys unisetosus Kim & Boxshall, 2020